# Lipin (Basse-Silésie)
Pour l’article homonyme, voir Lipin (Poméranie-Occidentale).
Lipin est une localité polonaise de la gmina de Radwanice, située dans le powiat de Polkowice en voïvodie de Basse-Silésie.

## Histoire
De 1742 à 1945, Leipe fait partie de l'arrondissement de Glogau dans le district de Liegnitz au sein de la province de Silésie.